# Henry Kalimotho Kashweka
Henry Kalimotho Kashweka je zambijský misionář, který v 80. letech 20. století působil v socialistickém Československu.
Jeho činnost je spjata s počátky církve Voda života (tento název měla skupina oficiálně až po roce 1989, což bylo již po Kashwekově vyhoštění z ČSSR). 
Kashweka vedl malou skupinku 18 studentů v Praze, kde od roku 1985 studoval. 
Od září 1987 tato skupina působila v rámci tolerované Apoštolské církve. V srpnu 1988 byl Kashweka komunistickými státními orgány vyhoštěn z ČSSR a Apoštolská církev se od této skupiny distancovala. Sama tato skupina nově obrácených (pod názvem Voda života, užívaným od ledna 1989) se poté orientovala na Slovo života, resp. na jeho misionáře Michaela Lundina a Bengta Wedemalma. Roku 1989 začali vyvíjet i veřejnou evangelizační činnost.
Kashweka se po návratu do Zambie věnoval službě nemocným AIDS.